# Józef Krudowski
Józef Krudowski (18 de janeiro de 1881 – 7 de agosto de 1943) foi um compositor polaco. O seu trabalho fez parte do evento musical da competição de arte nos Jogos Olímpicos de Verão de 1932. Ele faleceu no campo de concentração de Auschwitz durante a Segunda Guerra Mundial.